# Autostrada A3 (Franța)
Autostrada A3 (denumită anterior A3 și B3), un tronson de 18 km al rutei europene 15, este o autostradă care traversează departamentul Seine-Saint-Denis, pornind din Paris de la Porte de Bagnolet și ajungând la autostrada A1 pe teritoriul comunei Gonesse, în Val-d'Oise, la aproximativ 2 km în amonte de ieșirea care deservește Aeroportul Internațional Paris–Charles de Gaulle. Aceasta asigură, printre altele, accesul la comunele Montreuil, Rosny-sous-Bois, Bondy, Aulnay-sous-Bois și Gonesse.
Un scurt tronson de autostradă de mai puțin de trei kilometri, numerotat A103, se desprinde din A3.

## Istorie
Declarații de utilitate publică
- 26.03.1962: Secțiunea Paris-Porte de Bagnolet - Rosny-sous-Bois (Bulevardul Periferic al Parisului - A103)[1], (declarația a fost prelungită pe 31.03.1967 [2])
- 08.10.1965: Secțiunea Rosny-sous-Bois - Bondy (A103 - ieșirea 3)[3][4], (declarația a fost reînnoită pe 20.11.1970[5][6])
- 26.06.1968: Secțiunea Bondy - Gonesse (ieșirea 3 - A170)[7]
- 11.08.1971: Secțiunea Gonesse - Roissy-en-France (A170 - A1-Nord)[8], (declarația a fost prelungită pe 12.08.1976[9])

## Puneri în funcțiune și lucrări
- 01.12.1969: Secțiunea Paris-Porte de Bagnolet - Rosny-sous-Bois (Bulevardul Periferic al Parisului - A103).
- 21.06.1974:
  - Secțiunea Rosny-sous-Bois - Bondy (A103 - ieșirea 3).
  - Secțiunea Bondy - Aulnay-sous-Bois (ieșirea 3 - A1), (prima bandă, fără noduri rutiere).
- 29.10.1974: Secțiunea Bondy - Aulnay-sous-Bois (ieșirea 3 - A1), (a doua bandă și nodurile rutiere).
- 08.1983: Secțiunea Noisy-le-Sec - Romainville (A86 - ieșirea 3), (lărgire la 4 benzi, sens Provincie - Paris).
- 01.1987: Nod rutier parțial Noisy-le-Sec (ieșirea 3), (desființarea intersecției de la Place Saint-Just pe RN186).
- 1987: Nod rutier parțial Noisy-le-Sec (ieșirea D116 (93)).
- 1987: Nod rutier Roissy-en-France (ieșirea D902A (95)), (nod rutier parțial dinspre Paris către Paris Nord 2).
- 05.1991: Secțiunea Gonesse - Roissy-en-France (A170 - A1-Nord).
- 1992: Nod rutier Roissy-en-France (ieșirea D902A (95)), (reamenajare și benzi suplimentare).
- 12.1999: Traseu comun cu A86, (lărgire la 2x5 benzi).
- 2006: Secțiunea Aulnay-sous-Bois - Gonesse (A1-Sud - A170), (lărgire la 5 benzi, sens Provincie - Paris).
- 29.05.2019: Nod rutier parțial Montreuil (D186 (93)), (închidere).

## Traseu
| De la periferic la A1 (aeroportul Roissy - Charles de Gaulle); secțiune gratuită, neconcesionată, gestionată de DIR Île-de-France. | |                    |
| Intersecție | Nod rutier între Boulevard périphérique și A3: A4 (Strasbourg), A6 (Lyon), A10 (Bordeaux, Nantes), Aeroportul Paris–Orly, Paris-Porte de Montreuil; A1 (Lille), A15 (Cergy-Pontoise), Paris-Porte des Lilas.                                     | A4 A6 A10 A1 A15   |
| VC - Porte de Bagnolet | Orașe deservite: Bagnolet, Paris-Porte de Bagnolet. |                    |
| A3 E15 | |                    |
| | Trecerea din Paris în departamentul Seine-Saint-Denis. |                    |
| VC - Centre commercial | Zonă deservită: Parc Relais Métro. |                    |
| | Tunelul Bagnolet. |                    |
| 1 - Montreuil-centre | Orașe deservite: Montreuil, Bagnolet-Z.I. la Noue (nod rutier parțial). |                    |
| Intersecție | Nod rutier între RD186 și A3: Fontenay-sous-Bois, Romainville, Montreuil-Montreau-Ruffins (nod rutier parțial). | RD186              |
| 2 - Romainville | Orașe deservite: Montreuil, Montreuil-Villers-Barbusse, Romainville. |                    |
| | Limitare la 90 km/h (sens Gonesse > Paris). |                    |
| | Zonă de servicii: Noisy-le-Sec (sens Paris > Lille). |                    |
| Intersecție | Nod rutier între A86-sud, A103 și A3: A4 (Strasbourg), A86-sud, A103 și A3: A6 (Lyon), A10 (Bordeaux, Nantes), Créteil, Fontenay-sous-Bois, Montreuil-La Boissière, Rosny-sous-Bois, Z.A.C. Saussaie-Beauclair; Chelles, Le Raincy, Villemomble. | A86 A103 A4 A6 A10 |
| D116 - Romainville | Orașe deservite: Noisy-le-Sec, Centru comercial regional. | RD116              |
| | Pod peste linia de cale ferată Paris - Strasbourg. |                    |
| Intersecție | Nod rutier între A86 și A3: A15 (Cergy-Pontoise), Saint-Denis, Bobigny, Drancy (nod rutier parțial). | A86 A15            |
| 3 - Bondy | Orașe deservite: Meaux, Bondy (nod rutier parțial). | RN3                |
| | Pod peste canalul Ourcq. |                    |
| 3 - Noisy-le-Sec | Orașe deservite: A86 ( A15), Bobigny, Meaux, Paris-Porte de Pantin, Bondy, Noisy-le-Sec (nod rutier parțial). | RN3 RN186 A86 A15  |
| 4 - Bondy-La Noue Caillet | Orașe deservite: Bondy-La Noue Caillet, Aulnay-sous-Bois-Nonneville (nod rutier parțial). |                    |
| 5 - Aulnay-sous-Bois-centre | Orașe deservite: Drancy-centru, Aulnay-sous-Bois-centru, Le Blanc-Mesnil-centru. | RD115              |
| | Pod peste linia de cale ferată Paris - Reims. |                    |
| | Limitare la 110 km/h (sens Paris > Gonesse). |                    |
| 6a - Aulnay-sous-Bois-Z.I. | Oraș deservit: Aulnay-sous-Bois-Z.I.. | RD932              |
| 6b - Le Blanc-Mesnil | Orașe deservite: Le Blanc-Mesnil, Le Blanc-Mesnil-Z.I., Centru comercial regional. | RD932              |
| Intersecție | Nod rutier între A1 și A3: A86 ( A15), Saint-Denis, Aulnay-sous-Bois-Garonor-ouest (nod rutier parțial). | A1 A86 A15 E19     |
| VC - Garonor-Est | Oraș deservit: Aulnay-sous-Bois-Garonor-Est (nod rutier parțial). |                    |
| Intersecție | Nod rutier între A1 și A3: A86 ( A15), Paris, Saint-Denis, Aulnay-sous-Bois-Garonor (nod rutier parțial). | A1 A86 A15 E19     |
| | Trecerea din departamentul Seine-Saint-Denis în departamentul Val-d'Oise. |                    |
| Intersecție | Nod rutier între A170, RD170 și A3: A4 (Strasbourg), A5 (Lyon), Soissons, Marne-la-Vallée, Z.A. Paris Nord 2; Parcul expozițional Paris-Nord Villepinte, Sarcelles, Gonesse.                                                                     | A170 RD170 A4 A5   |
| Intersecție | Nod rutier între A1 și A3: A16 (Amiens), A15 (Cergy-Pontoise), Lille, Senlis (nod rutier parțial). | A1 A16 A15 E15     |
| A3 | |                    |
| D902A - Roissy-en-France | Orașe deservite: Goussainville, Roissy-en-France, Z.A. Paris Nord 2, Aeroportul Internațional Paris–Charles de Gaulle-Cargo City, Centrul comercial regional.                                                                                    | RD902A             |
| A3 | |                    |

## Autostrada A103
Autostrada A103, sau A103, este o autostradă foarte scurtă din Franța, ramură a A3, care deservește mai multe comune din suburbia de est a Parisului.

### Traseu
| De la A3/A86 la RD116; secțiune gratuită, neconcesionată, gestionată de DIR Île-de-France. | |                             |
| A3 E15                                                                                     | |                             |
| A103                                                                                       | |                             |
| Intersecție                                                                                | Nod rutier între A86, A3 și A103: Paris, Montreuil, Romainville, A4 (Strasbourg), A6- A10 (Lyon, Bordeaux, Nantes), Créteil, Fontenay-sous-Bois, Montreuil-La Boissière, Rosny-sous-Bois; A1 (Lille), A15 (Cergy-Pontoise), A16 (Amiens), Aeroportul Internațional Paris–Charles de Gaulle, Saint-Denis, Le Blanc-Mesnil, Aulnay-sous-Bois, Drancy, Bobigny. | A3 A86 A4 A6 A10 A1 A15 A16 |
| Noisy-le-Sec                                                                               | Orașe deservite: Noisy-le-Sec, Centru comercial (nod rutier parțial). | RD116                       |
| A103                                                                                       | |                             |
| RD116                                                                                      | |                             |